# Els Pynoo

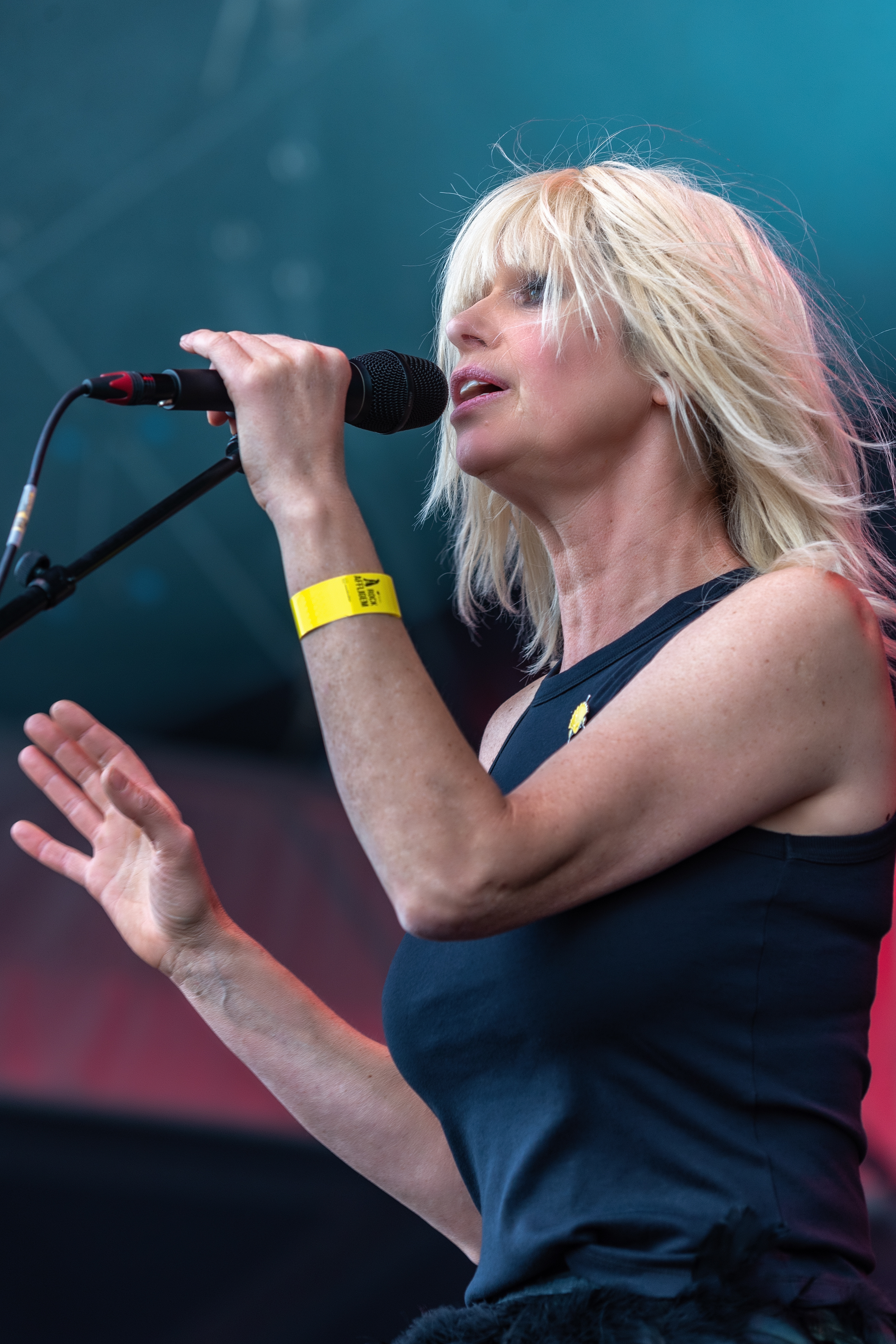
Els Pynoo op Rock Affligem 2023

Els Pynoo (Marke, 11 juli 1968) is de zangeres van elektronicagroep Vive la Fête. Ze is afkomstig uit het dorp Marke bij Kortrijk en leeft samen met ex-dEUS-er Danny Mommens in Olsene.  In september 2009 huwden ze. Haar interesse voor de Franse taal kende een invloed op de meeste teksten van de nummers van Vive la Fête, hoewel de groep ook Duitstalige nummers brengt.
In 2005 werd ze genomineerd voor de titel Dom bontje. Eind 2009 nam ze deel aan De Slimste Mens ter Wereld.
In 2010 speelde Pynoo in de korte film TATA van filmmaker Nicolaas Rahoens. In dit verhaal speelt ze een apathische moeder, die door het recente verlies van haar man geen affectie meer kan bieden aan haar dochtertje. In 2018 nam ze deel aan Wim Lybaerts programma De Columbus.